# Santa María Ixtiyucan
Santa María Ixtiyucan är en ort i Mexiko.   Den ligger i kommunen Nopalucan och delstaten Puebla, i den sydöstra delen av landet, 140 km öster om huvudstaden Mexico City. Santa María Ixtiyucan ligger 2 413 meter över havet och antalet invånare är 6 513.
Terrängen runt Santa María Ixtiyucan är platt åt nordost, men åt sydväst är den kuperad. Runt Santa María Ixtiyucan är det tätbefolkat, med 319 invånare per kvadratkilometer. Närmaste större samhälle är Huamantla, 18,6 km nordväst om Santa María Ixtiyucan. Trakten runt Santa María Ixtiyucan består till största delen av jordbruksmark.